# Atys pacei
Atys pacei is een slakkensoort uit de familie van de Haminoeidae. De wetenschappelijke naam van de soort is voor het eerst geldig gepubliceerd in 1908 door Preston.